# Французская революционная армия
Францу́зская революцио́нная а́рмия (фр. Armée révolutionnaire française) — вооружённые силы Франции в период между свержением Старого порядка (1792) и возникновением Первой французской империи Наполеона I Бонапарта (1804). Французским войскам этой эпохи, отличавшимся революционным энтузиазмом, но плохо оснащённым и обмундированным, сопутствовал переменный военный успех: от первоначальных катастрофических поражений до выдающихся побед под командованием генералов Моро, Массена и Бонапарта.

## Создание революционной армии
После Великой французской революции началось разложение старой армии. Происходило расхищение денежных ящиков, распродажа обмундирования и оружия, избиение офицеров, пытавшихся поддержать порядок. Из 9 тыс. офицеров эмигрировало 6 тыс.
В конце 1791 года в преддверии первой войны революционной Франции в армию записались 100 тыс. добровольцев, однако их подготовка оставляла желать лучшего.
После начала войны весной 1792 года вторжение французской армии на бельгийскую территорию, принадлежавшую Австрии, окончилось плачевно: в разложившихся французских полках при встрече с противником поднималась паника, и войска бежали, бросая пушки и обоз и обвиняя командиров в измене.
Но победа в сражении при Вальми 20 сентября 1792 года ободрила французов. В нём особую роль сыграла хорошо обученная артиллерия, доставшаяся в наследство от старой армии.
24 февраля 1793 года было принято решение о призыве в армию 300 тыс. человек (в действительности было мобилизовано только 180 тыс.), а через полгода, 23 августа 1793 года, была введена всеобщая воинская повинность — levèe en masse: призывались все холостые мужчины в возрасте от 18 до 25 лет. Этот набор дал около 450 тыс. человек. Так революционной армии был обеспечен огромный численный перевес над армиями противников, которые не могли, без существенных перемен в государственном строе, ввести всеобщую воинскую повинность.
Однако проблемой была нехватка опытных офицеров. Старые полки легко пополняли из своего унтер-офицерского состава убыль офицеров-эмигрантов, но новые призывники сводились в волонтёрные батальоны и избирали себе офицеров из своей среды, которые не имели никакого военного опыта.
В высшем военном командовании происходили постоянные перемены. За один 1792 год сменилось восемь военных министров. За 1792—1793 годы в Северной армии сменилось 16 командующих, а в Арденской, Мозельской и Рейнской — по 11.
Большую роль в создании армии нового типа сыграл Лазар Карно, ставший в августе 1793 года членом Комитета общественного спасения, отвечавшим за военные вопросы. Его прозвали «организатором победы». По его инициативе произошло слияние частей старой королевской армии с революционными батальонами волонтёров. Вместо прежних полков создавались полубригады, в состав которых входили по одному старому королевскому батальону и по два волонтёрных батальона. Кавалерийские полки при этом сохранились почти в том же виде, что и до революции.
Была ограничена выборность командного состава: было введено правило, что солдатами выбираются три кандидата, а командованию принадлежит право утверждения одного из них. Разрешалось выбирать на командные должности только офицеров, занимавших должность одной степенью ниже, причём избирать себе офицеров каждая рота могла из всего командного состава полубригады. Были сформированы дивизии постоянного состава.
Офицеры почти не отличались от солдат ни по социальному происхождению, ни по образованию, ни по образу жизни на войне. Офицерского обоза не было, и офицеры, как и солдаты, несли свои вещи в своём ранце. При этом, например, в прусской армии командир роты, кроме верховой лошади, имел до пяти вьючных лошадей для перевозки своего багажа.

### Новая тактика
Было трудно удержать слабо подготовленных французских солдат в развёрнутом строю, обычном для армий того времени, под огнём. Поэтому войска начали применять тактику рассыпного строя и пользоваться укрытиями. За стрелковой цепью маневрировали, собирались и бросались в атаку колонны, которые стали прекрасным средством для получения численного перевеса над противником в месте нанесения удара. Участки местности, считавшиеся из-за своей пересечённости недоступными для прежнего линейного порядка, теперь стали особенно охотно использоваться для боя и обходов французскими войсками.
При движении войск фланговые дивизии и корпуса стали отделять от центра армии иногда на целый переход. Это потребовало большей инициативы от их командиров.